# Fila Brasileiro
 (janvier 2021).
Si vous disposez d'ouvrages ou d'articles de référence ou si vous connaissez des sites web de qualité traitant du thème abordé ici, merci de compléter l'article en donnant les références utiles à sa vérifiabilité et en les liant à la section « Notes et références ».
Pour les articles homonymes, voir Fila (animal).
Le Fila brasileiro est un chien de type molossoïde originaire du Brésil. Chien de « Fila », ou « filhar », désigne un chien qui attrape sa proie et ne la lâche pas. Traditionnellement, cette race de chien est employée pour la garde.

## Caractéristiques
Ce chien certes imposant, garde tout de même de bonnes proportions.
Il a une robe de couleur uniforme dont beaucoup de couleurs sont reconnues. En revanche, le blanc, le gris souris, le noir et feu et le bleu ne sont pas reconnues. Il est souvent bringé avec une raie foncée ou claire et des taches blanches sur les pattes, la poitrine ou sur la pointe de la queue. Ces caractéristiques sont tolérées à condition de ne pas dépasser le quart de la robe. Dans le cas contraire, le chien ne pourrait être reconnu comme un Fila pure.
Il possède une tête massive et un museau puissant avec une truffe assez large émanché d'un coup fort pourvu d'un fanon. Le Fila a de grandes oreilles en V tombantes et des yeux de taille moyenne en amande. Ce chien présente une poitrine large particulièrement descendue. Dans sa globalité, son corps est assez long comme ses membres. Mais contrairement aux lévriers, sa longueur ne réduit pas sa force et sa musculature. Pour finir, la queue dépasse la pointe du jarret.

## Histoire
Plusieurs théories tentent d'expliquer la présence du Fila Brasileiro au Brésil. Toutes les recherches effectuées n’ont aucune base zootechnique en raison de l’absence de documentation concrète. Toutefois, grâce aux recherches effectuées dans les plus grandes bibliothèques historiques du « Nord-est » et du « Sud-est » du Brésil, nous pensons que l'actuel chien Fila Brasileiro est entré au Brésil par l’État de Pernambouc. Il y aurait été amené par les flamand-hollandais de la Compagnie des Indes Occidentales et des ramasseurs en Angleterre. Ces derniers ont dominé le Nord-Est brésilien des années 1630 à 1654, date à laquelle ils furent expulsés par les nationaux brésiliens. Le chien de Fila est défini en ancien portugais comme étant un chien de grande taille, agressif et vulgaire. En d’autres termes, il s’agit là des caractéristiques principales du chien molosse. Il n'y a pas de documentation suffisante et convaincante qui prouve une importation de chiens ancêtres du Fila par les portugais, anglais, français ou africains, peuples ayant participé activement à la colonisation du Brésil.
Nous retrouvons vers le XVIIe siècle, dans le centre du Brésil, la mention d’un chien de Fila dans deux registres. Le premier : « Voyage du naturaliste et polyglotte anglais capitaine Richard F. Barton ». Exemple, dans le Rio Sabara, à Santa Luzia, Minas Gerais, dans la vallée du rio São Francisco : « Nega », une chienne Mastiff, ressemblait à un jaguar, et se montrait très agressive lorsqu’elle se retrouvait attachée et aboyait furieusement comme si on l’avait enfermée dans une cage. Elle inspirait de la terreur à ceux qui la voyaient pour la première fois et se rendait très utile. Ainsi, pratiquement tous les hommes voyageaient avec des chiens féroces.
Le deuxième est celui d'un fameux naturalistes, Maximilian, prince de Wied-Neuwied. Celui-ci a voyagé à travers le Brésil vers le début du XIXe siècle, juste après que le roi portugais Jean VI ait ouvert les ports, permettant la libre entrée des étrangers. Il montre deux gravures : la première représente des chiens de Fila appelés également Cabeçudos, Onceiros ou Boiadeiros encerclant un bœuf et autour des vachers à cheval étant habillés de cuir, comme dans le Nord-est. Dans la seconde gravure, un jaguar sur un arbre harcelé par des chiens de Fila. Tous les chiens ont les oreilles coupées. Maximilian relate le fait au sud de Bahia, à la frontière de Minas Gerais. Le chien de Fila a été localisé, pénétrant le Brésil par l’état de Pernambuco, en suivant le fleuve Francisco, il arrive à l’État de Minas Gerais. Grâce à la présence de colonisateurs descendants d’Européens, qui ont apprécié le Fila et lui ont trouvé une utilité, lui ont donné une alimentation laitière, alors disponible, qui permit la survie du chien. S’est formé un cycle impliquant les relations à la forêt, aux jaguars, à l’Homme, au bétail, cycle qui favorisa la survie du Fila.

## Sélection
Les éleveurs ont sélectionné des molosses de différentes races et origines, jusqu’à la formation du chien « Cabeçudo » ou du Fila Brasileiro. La diversité génétique est la base de la sélection du chien de Fila par l’homme brésilien.
Il y eut des objectifs, des moyens et des finalités. Des témoignages d’écrivains, cynophiles, chasseurs, fermiers, vendeurs ambulants de fermes et des historiens sont objectifs et réalistes et leurs citations sont authentiques.

À partir du XVIIe siècle, l’homme du Brésil avait besoin de chiens de grande taille pour chasser des animaux extrêmement agressifs, (comme les jaguars) et d'autres animaux moins agressifs mais plus imposants et intelligents (comme les cervidés). Ils sélectionnèrent des chiens molosses rencontrés dans le pays, spécialement dans le Nordeste, l’Oeste et le Sudeste.
L’actuel Fila Brasileiro résulte de croisements avec des chiens « hound ». Le noyau de formation est constitué de grands chiens molosses ou « chiens anglais » amenés par les flamands-hollandais. Cette race sert l’homme et, au Brésil, le chien de Fila s’est adapté à de nouvelles taches et fonctions demandées.
Au XVIIe siècle, lorsqu'au Nordeste, les hommes sont entrés par le Rio S. Francisco, ils avaient besoin de chiens robustes avec une mâchoire puissante et violente, du courage pour affronter les jaguars qui y étaient. Progressivement la sélection s’est effectué. Lae Fila servit pour la conduite du bétail, en d’autres termes de « cabeçudo-boiadeiro » où il fallait plus de vitesse.
Plus tard, avec la disparition de grandes meutes de chiens et de la disparition des jaguars, il devint plus difficile de nourrir ces grands chiens molosses. La nature sélectionna des chiens plus réduits. D’anciennes photos montrent des chiens de Fila maigres, hauts sur pattes et avec une tête plus effilée. Pour qu'ils soient plus efficaces à la chasse, améliorer leur agilité, la vitesse et le flair, on les croisa avec différents Perdigueiros portugais.
La nécessité de chasser fit croiser les chiens de molosse avec des chiens nommés « hounds », comme les fox-hounds, les lévriers, les Boodhounds. Au XXe siècle, on les croisa avec le « dinamarques » – dogues allemands – pour leur donner une plus grande taille.
L’homme a toujours sélectionné le Fila, en vue de maintenir le caractère et l’aspect molossoïde du Fila, tout au long de la sélection.

## Utilisation

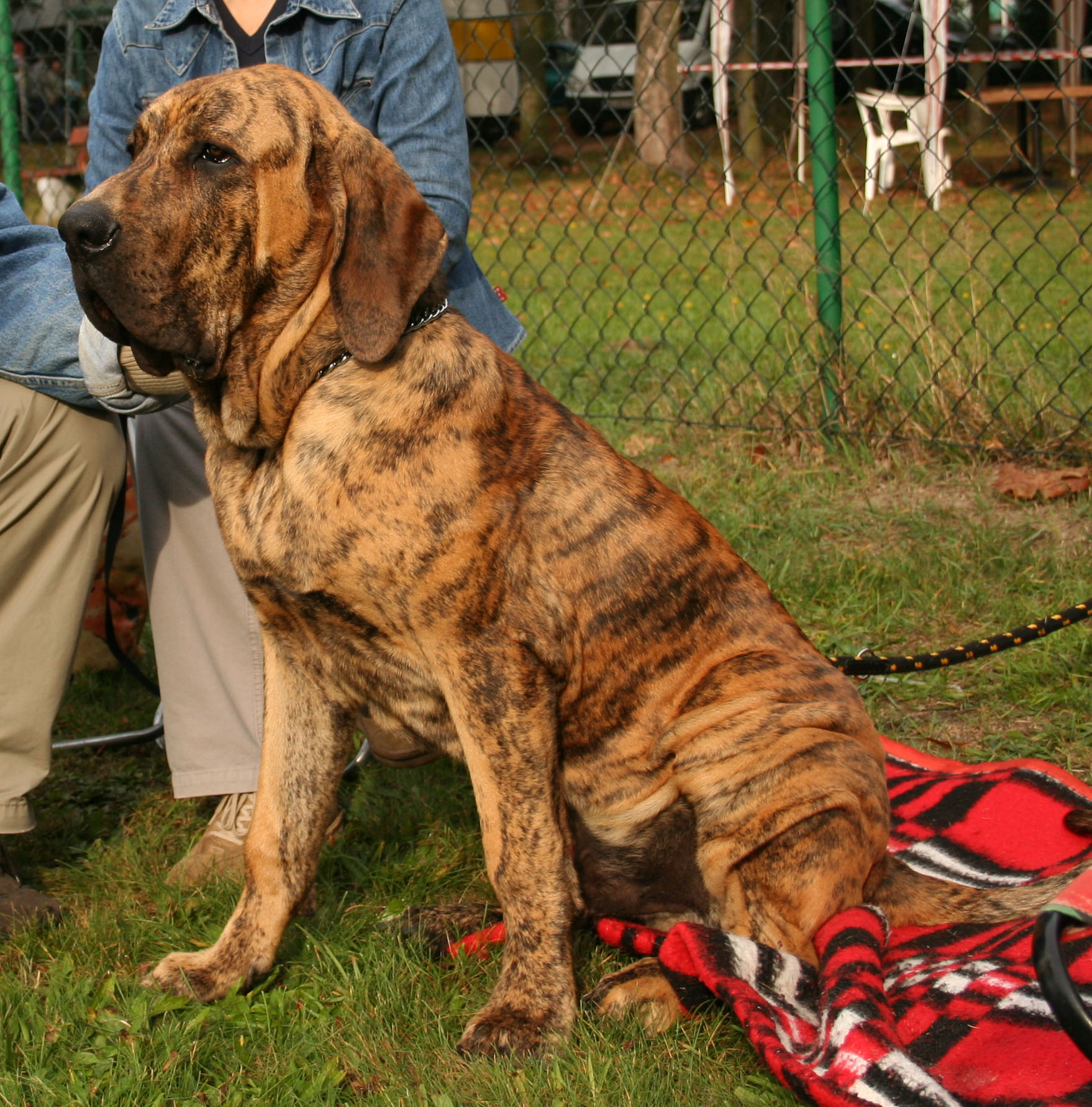
Fila brasileiro bringé.

Le chien de Fila a commencé à être utilisé au Brésil. Il était destiné à la poursuite de soldats déserteurs et d'esclaves.
Ils ont été amenés par les Hollandais de la compagnie des indes occidentales. Dans un document portugais de 1631, on fait état de chiens de « Fila », qui sont des "engelssen Doggen" ou dogue de forte race. En France, ils seraiens issue d'un croisement de Mastiff et des Bulldogs.
À la fin des guerres, on a reconvertir les Filas en chiens de ferme (fazenda). Il était destiné à la garde, à la conduite de bétail et à la surveillance de la ferme la journée. La nuit, le Fila était lâché pour surveiller la ferme et garder les esclaves. Lorsqu'un esclave s'échappait, on utilisait les Filas pour le rattraper sans le tuer, car l'esclave était considéré comme précieux. On peut identifier plusieurs types de chien Fila. La race pure, dit "véritable Fila" est un chien typiquement molossoïde, considéré comme chien de bouvier "boiadeiro". Un autre type de Fila est issu de croisement avec des chiens de chasse, afin de lui donner les qualités requises dans ce domaine. Le plus souvent, ces Filas sont croisés avec des perdigueiros, afin d'alléger leur morphologie.

## Expansion
En 1946, le premier standard de race du Fila Brasileiro est élaboré par Paulo Santos Cruz, Erviw Valdemar Rathsan et João Ebner. En 1951, la première publication officielle du premier standard de race du Fila Brasileiro est faite dans la revue commémorative du Kennel Clube Paulista (KCP).
En 1968, la race Fila Brasileiro est reconnue par la Fédération cynologique internationale (FCI) sous la direction de Antonio Barone Forzano, président du Brésil Kennel Clube (BKC) à l’époque, puis président de la FCI.
En 1975, un second standard de race du Fila Brasileiro est conçu par une majorité d’éleveurs propriétaires de Filas. Ce sont les premiers juges spécialistes de la race qui sont formés par le BKC, par les deux présidents des deux premiers clubs spécialisés de la race Fila Brasileiro. Ce sont les seuls à exister au Brésil, dans les États de RJ et SP, par le président du BKC, par les  juges de groupes et juges "all rounders".
Un premier règlement national est constitué, ainsi qu’un règlement national d’élevage de la race Fila Brasileiro. Un premier livre sur le Fila Brasileiro est écrit et publié en édition indépendante par João Batista Gomes, premier président du Clube Paulista do Fila Brasileiro, éleveur et juge spécialisé de Filas Brasileiros, propriétaire de l’élevage « Canil Sete Barras ».
En 1976, publication nationale du second standard de race du Fila Brasileiro et du Règlement National avec l’appui de Purina.
En 1978, aux élections démocratiques, Paulo Santos Cruz perd la présidence du Club Paulista do Fila Brasileiro, mais devient coordinateur général d’une commission appelée Cafib : Comissão de Aprimoramento da Raça Fila Brasileiro. Paulo Santos Cruz décide de créer la Cafib, club de l’état de São Paulo, et demande l’appui de la BKC, entité responsable de la généalogie et de l’enregistrement des naissances au Brésil et affiliée à la FCI. La FCI refusera la demande. Devant ce refus, Paulo Santos Cruz initie, avec un petit groupe de sympathisants, une guerrilla politique contre ceux qui ne l’ont pas élu au CPFB.
En 1979, il commence des publications diffamantes pour démoraliser « l’adversaire » en listant des chiens Filas Brasileiros de grande renommée et appartenant à des ennemis de Paulo Santos Cruz, qualifiés comme chiens métis et impurs. Il dénonce ainsi 3 chiens que lui-même avait classés comme étant les meilleurs de la race alors qu’il était juge spécialisé de la race. Les annales de l’histoire du Fila au Brésil recensent des Filas ayant la même lignée des chiens cités en liste noire par Paulo Santos Cruz, mais qui sont oubliés, car appartenant à des partisans de la Cafib et soutenant Paulo Santos Cruz.
L’orgueil de Paulo Santos Cruz engendre une guerre des clubs et une persécution du Fila impur, qui n'était fondée que sur les ambitions politiques de Paulo Santos Cruz, et en dépit de la race. Plusieurs éleveurs de Filas Brasileiros furent accusés d’élever des Filas métissés et impurs.
Cette année-là, la CBKC est créée et devient l’entité nationale de la cynophilie au Brésil, affiliée à la FCI et succédant à la BKC au niveau national. Andrea Blumen publie un livre sur la race Fila Brasileiro : il s’agit du second livre écrit en portugais sur cette race.
En 1981, le docteur Procopio do Valle publie un livre : O grande Livro do Fila Brasileiro. Il s’agit de la référence sur la race Fila Brasileiro, elle relate la véritable et récente histoire de la race. Parallèlement à la publication de ce livre, la Cafib commence à montrer quelques ruptures internes.
En 1982, la race Fila Brasileiro bat des records d’enregistrements de naissances au niveau national. Elle devient la race numéro 1 au Brésil et la plus représentée sur le plan national.
En 1983, le troisième standard de race est élaboré avec la participation d’une majorité d'éleveurs, de propriétaires, de juges spécialisés de la race, de groupes et "all rounders", présidents de différents clubs de Filas affiliés à la CBKC.
En 1984, la FBCA « Fila Brasileiro Club of America» est créée aux États-Unis par Clélia Kruel, membre fondatrice.
En 1986, Roméro Da Costa Machado commence la publication de plusieurs articles dans la revue Cães & Cia. Il montre la véritable identité de la Cafib en prouvant que Paulo Santos Cruz avait des Filas noirs et qu’il produisit des Filas bringés sombre avec une robe noire et un peu de rayures fauves. Une nouvelle impulsion commence alors dans la Cafib, et le Clube de Aprimoramento do Fila Brasileiro se termine peu de temps après.
En 1988, le premier livre sur la race Fila Brasileiro, écrit en anglais par Clélia Kruel, est publié.
En 1992, un second ouvrage écrit par Clélia Kruel en anglais est publié. Le deuxième club spécialisé dans la race Fila Brasileiro est créé aux États-Unis, la FBA – Fila Brasileiro Association – par Clélia Kruel, avec pour présidente et pour la première fois, une Brésilienne.